# Xã Somerset, Michigan
Xã Somerset (tiếng Anh: Somerset Township) là một xã thuộc quận Hillsdale, tiểu bang Michigan, Hoa Kỳ. Năm 2010, dân số của xã này là 4.623 người.